# Gruppo di Amaltea

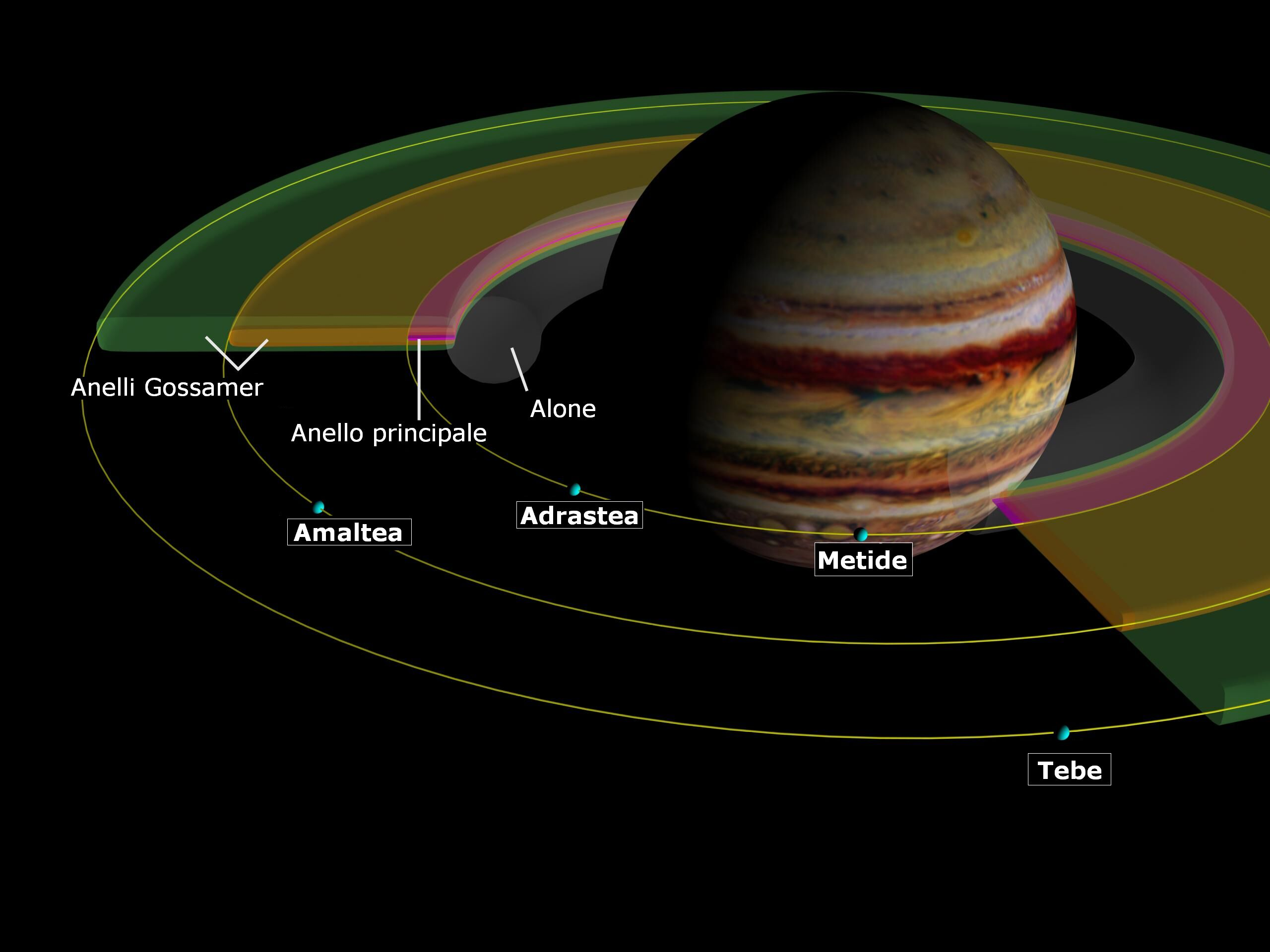
I satelliti del gruppo di Amaltea e gli anelli più interni del pianeta.

Il gruppo di Amaltea è l'insieme dei satelliti naturali più interni di Giove, le cui orbite si situano al di sotto di quelle dei satelliti medicei, con un semiasse maggiore che va da 128.000 a 222.000 km. Si tratta di Metis, Adrastea, Amaltea e Tebe.

## Parametri orbitali
Hanno orbite prograde e caratterizzate da scarsa eccentricità e bassa Inclinazione orbitale rispetto al piano equatoriale del pianeta. Le orbite sono molto vicine al pianeta; sono comprese tra 128 000 e 222000 km, cioè tra 1,79 e 3,11 volte il raggio di Giove.
I due satelliti più interni, Metis e Adrastea, compiono un'orbita in meno di un giorno gioviano, all'interno dell'orbita sincrona del pianeta; è l'unico caso conosciuto assieme a Fobos, uno dei due satelliti di Marte.
Le osservazioni suggeriscono che almeno Amaltea, il satellite più grande del gruppo, non si sia formato nella posizione attuale, ma provenga da un'orbita più esterna o che sia un oggetto catturato dal Sistema solare.
Metis e Adrastea si trovano inoltre all'interno dell'anello principale di Giove, e contribuiscono al suo mantenimento fornendo continuamente nuovo materiale; similmente, Amaltea e Tebe contribuiscono al mantenimento degli anelli Gossamer.

## Descrizione
Le conoscenze a proposito del gruppo di Amaltea sono ancora limitate. Tutti e quattro hanno una forma irregolare e non sferica.
Amaltea è il quinto satellite per dimensioni dell'intero sistema di Giove; gli altri tre hanno dimensioni più limitate. La densità di Amaltea è l'unica conosciuta ed è stimata in 0,86x103 kg/m3, indicando che dovrebbe essere composto o da ghiaccio, o da un ammasso molto poroso di detriti, oppure è una combinazione di entrambi. La densità di ciascuno degli altri satelliti del gruppo non è nota, ma si stima che la composizione sia simile.
I satelliti furono individuati fra il 1979 e il 1982 dalla Terra o dalle immagini delle sonde Voyager; grazie ai ripetuti sorvoli da parte della sonda Galileo è stato possibile individuare alcuni crateri e altre formazioni geologiche presenti sulla loro superficie.
Sebbene gli intensi effetti mareali dovuti all'attrazione gravitazionale di Giove mostrino pesanti ripercussioni su Io, che pure si trova più lontano dal pianeta rispetto ai quattro satelliti più interni, le dimensioni trascurabili di questi ultimi fanno sì che la loro struttura interna non risenta in modo particolare della vicinanza alla superficie del pianeta. Ciononostante Metis e Adrastea, i due satelliti più interni in assoluto, si trovano al di sotto dell'orbita sincrona di Giove; la loro rivoluzione avviene più rapidamente della rotazione del pianeta. Le loro orbite sono pertanto destinate a decadere e i satelliti, una volta superato il limite di Roche di Giove, precipiteranno nella sua densa atmosfera.

## Tavola riassuntiva
Il seguente prospetto riporta i satelliti del gruppo in ordine di distanza crescente da Giove.
| Nome     | Diametro       | Massa       | Distanza media da Giove | Periodo orbitale |
| Metis    | 43 km          | 1,2×1017 kg | 127.691 km              | 7 h 4,5 min      |
| Adrastea | 26×20×16 km    | 7,5×1015 kg | 128.694 km              | 7 h 9,5 min      |
| Amaltea  | 262×146×134 km | 2,1×1018 kg | 181.995 km              | 11 h 57,38 min   |
| Tebe     | 110×90 km      | 1,5×1018 kg | 221.900 km              | 16 h 11,3 min    |

### Metis
Si tratta del satellite più interno di Giove in assoluto; a causa delle intense forze di marea esercitate dal pianeta, la sua orbita è in costante decadimento. Il satellite è destinato a precipitare su Giove o a disgregarsi, una volta superato il proprio limite di Roche.

### Adrastea
Adrastea è stato il primo satellite in assoluto ad essere scoperto grazie alle immagini catturate da una sonda interplanetaria. Similmente a Metis, la sua orbita sta decadendo a causa dell'attrazione gravitazionale gioviana ed il satellite è destinato a precipitare nell'atmosfera del pianeta.

### Amaltea
Amaltea è il più grande dei quattro satelliti interni di Giove, ed è quello che dà il nome al gruppo. Scoperto nel 1892, si tratta dell'oggetto più rosso del sistema solare; esso emette inoltre più calore di quanto ne riceva dal Sole, forse a causa delle correnti elettriche indotte dal campo magnetico di Giove nel suo nucleo ferromagnetico, o per via delle forze mareali. Rivolge sempre lo stesso emisfero verso il pianeta.

### Tebe
È il satellite più esterno del gruppo di Amaltea, nonché il secondo del gruppo per dimensioni; come Amaltea, rivolge sempre lo stesso emisfero verso la superficie del pianeta. La sua superficie è interessata da almeno 3-4 crateri di dimensioni planetarie (ovvero dello stesso ordine di grandezza del raggio del satellite).